# 霍莫羅阿代鄉
47°38′00″N 23°04′00″E / 47.6333°N 23.0667°E
霍莫羅阿代鄉（羅馬尼亞語：Comuna Homoroade, Satu Mare），是羅馬尼亞的鄉份，位於該國西北部，由薩圖馬雷縣負責管轄，面積106平方公里，海拔高度186米，2007年人口1,766，人口密度每平方公里17人。